# Bildpostkarte

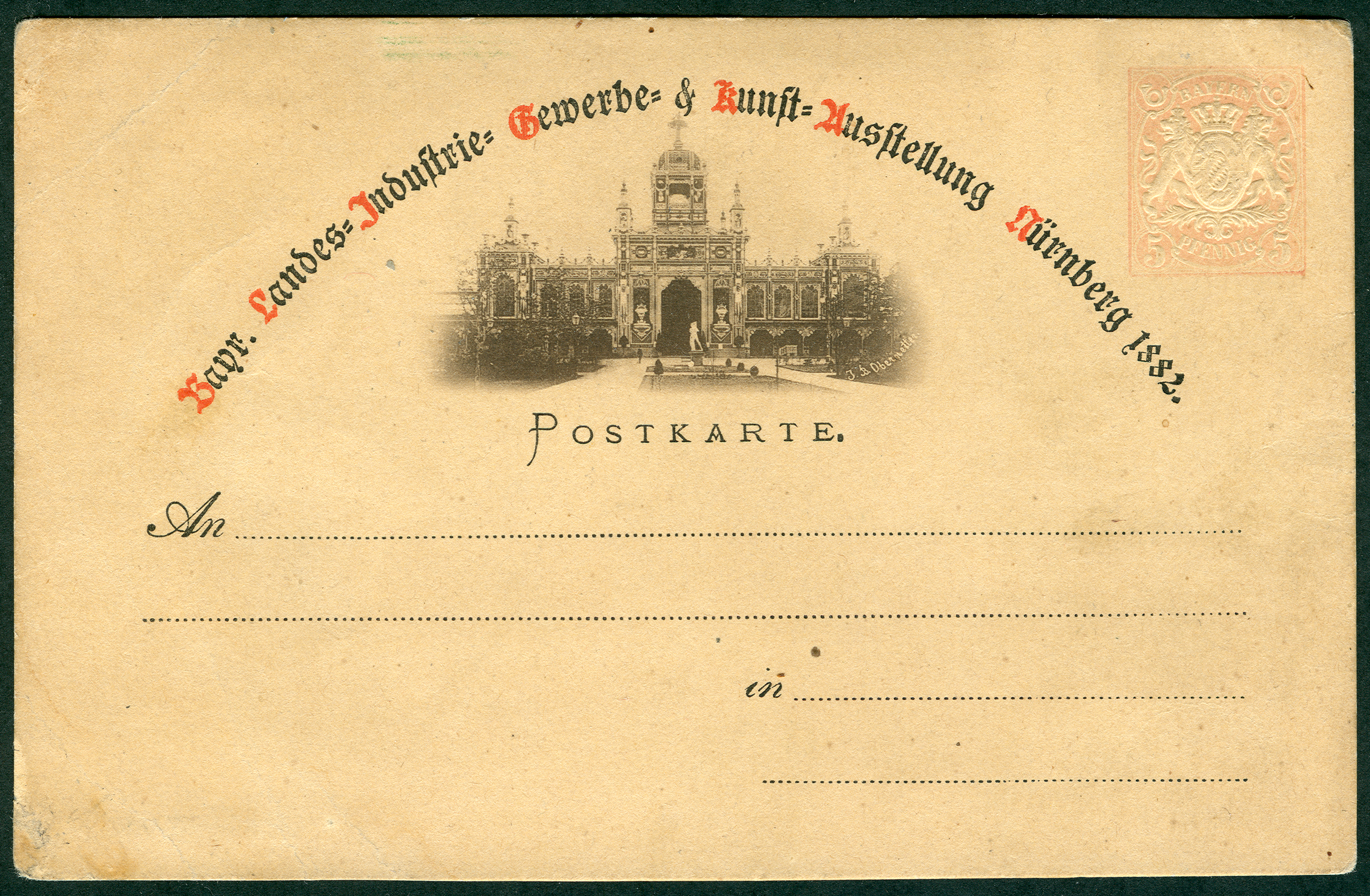
Bildpostkarte mit Foto aus Nürnberg. Lichtdruck von Johann Baptist Obernetter, 1882

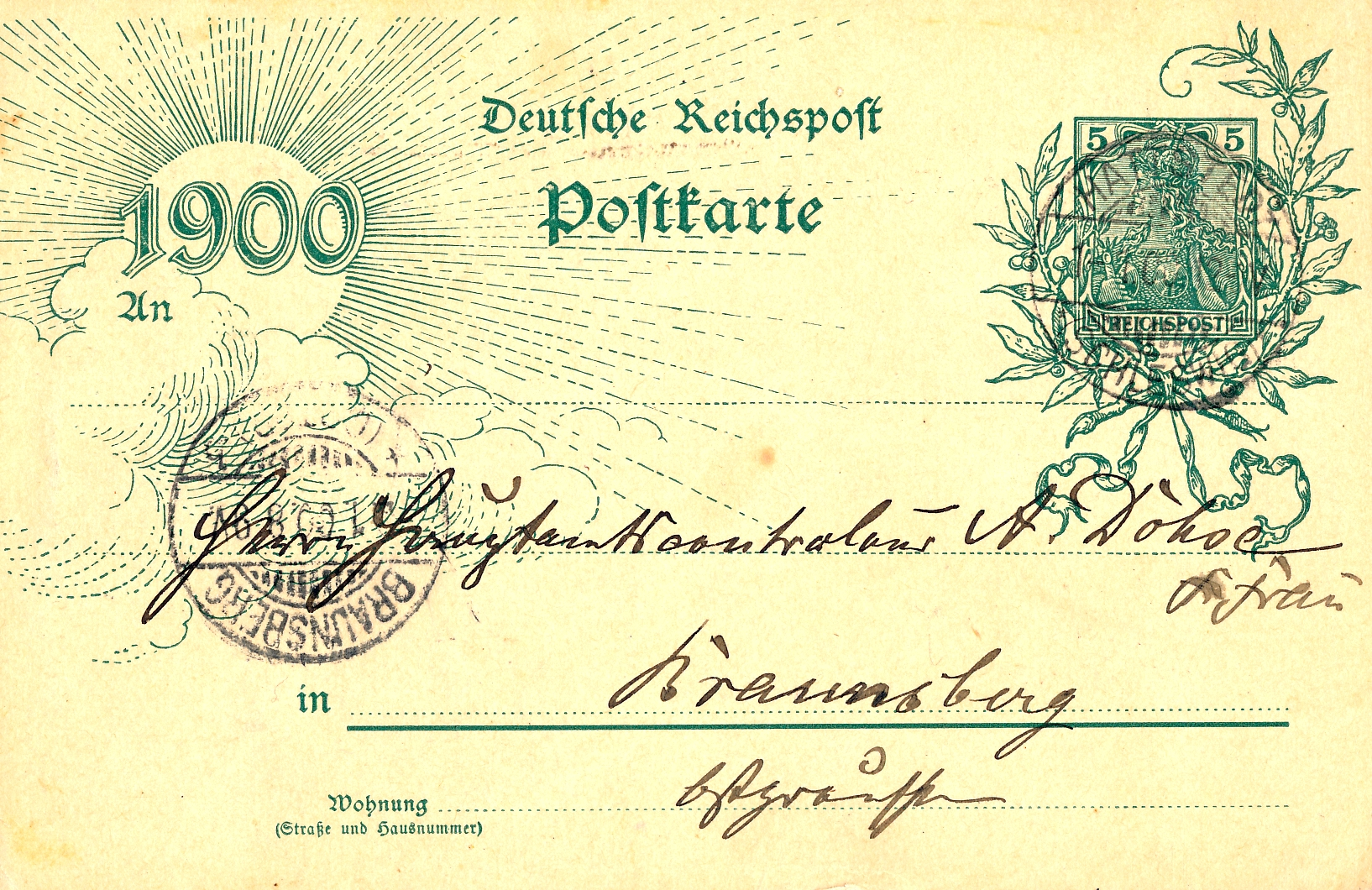
Bildpostkarte der Deutschen Reichspost zur Jahrhundertwende 1899/1900

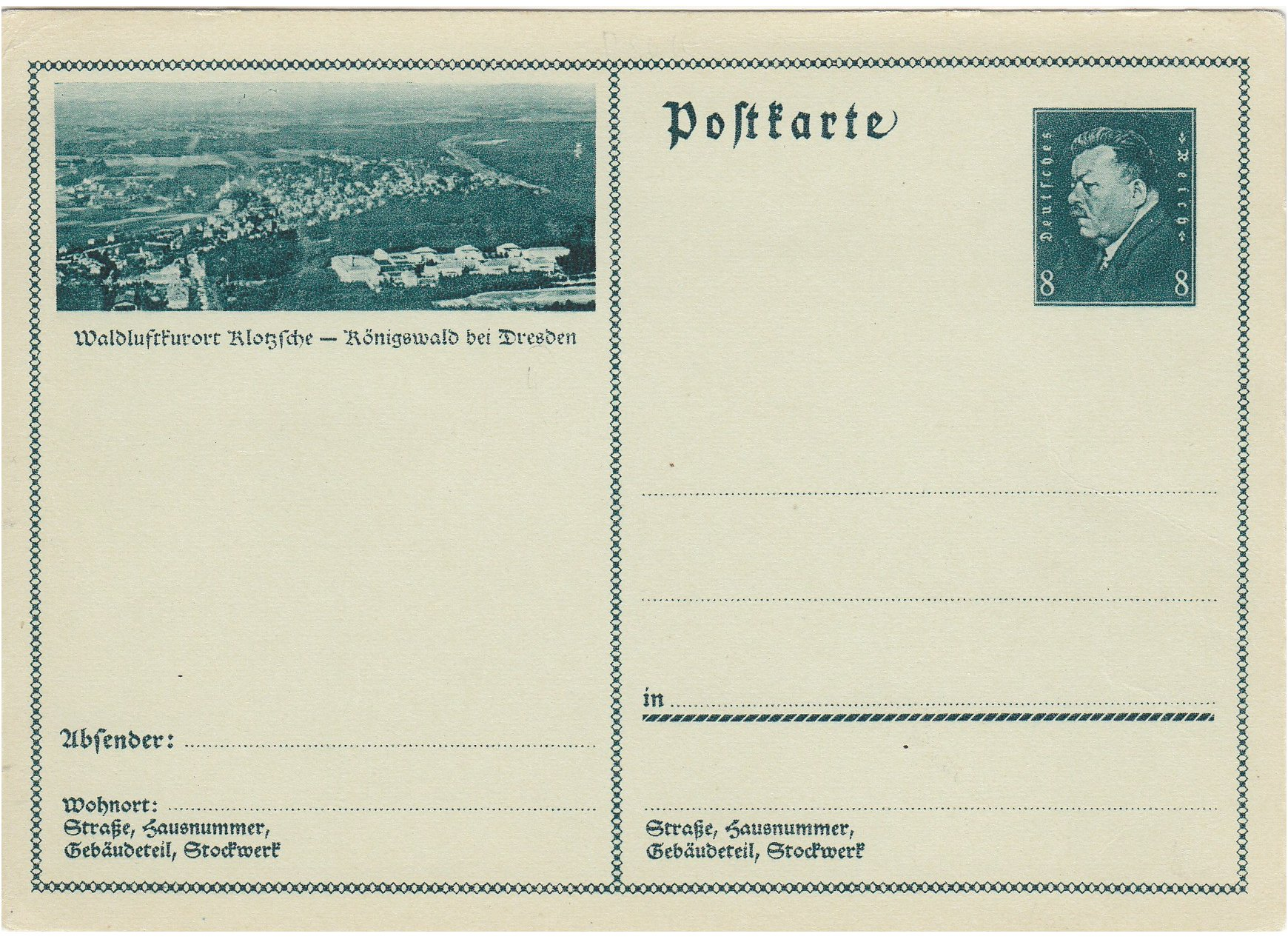
Beispiel einer deutschen Bildpostkarte von 1931

Bildpostkarten sind von der Post verausgabte Postkarten mit einem Bild auf der Adressseite und einem aufgedruckten Postwertzeichen (Ganzsache). Bei Postkarten mit Bildmotiven auf der Rückseite – also nicht auf der vorderen Adressseite – handelt es sich meist um Ansichtskarten. Jedoch ist der Sprachgebrauch uneinheitlich und es wird nicht immer streng zwischen Bildpostkarte und Ansichtskarte unterschieden. Die hier im Artikel beschriebene Bildpostkarte als Ansichtskarte zu bezeichnen, wäre allerdings in jedem Fall falsch.

## Geschichte
Im Jahre 1890 erschienen in Brasilien erste illustrierte Ganzsachen-Postkarten, die als Vorläufer der Bildpostkarten angesehen werden können. Postkarten als Ganzsachen mit bildlicher Darstellung verbreiteten sich Ende des 19. Jahrhunderts in Mittel- und Südamerika. Bildpostkarten gibt es in Deutschland seit 1925, wobei die ersten nur versuchsweise herausgegeben wurden. Sie wurden im Auftrag von Stadt-, Bäder- oder Kurverwaltungen zu Reklamezwecken hergestellt und in den Orten selbst, für die sie werben sollten, nicht vertrieben. Man folgte damit dem Beispiel der Schweiz, wo diese neue Art der Postkarten – durch Verkehrsvereinskreise angeregt – schon seit 1923 erhältlich waren. Die erste Bildpostkartenserie in Österreich gab es 1927 in den Wertstufen zu 10, 18 und 24 Groschen.
Der Zweite Weltkrieg führte im Deutschen Reich zu einer Papierverknappung, in der Folge wurde die Ausgabe von Bildpostkarten eingestellt und in Deutschland erst 1952 wieder aufgenommen. In Österreich wurden 1994 die letzten Exemplare aufgelegt und in der Bundesrepublik Deutschland erschien im November 1999 die letzte Bildpostkarte des Landes.

## Auftraggeber
In der Bundesrepublik Deutschland konnten Gemeindeverwaltungen oder ortsansässige Verkehrsvereine Bildpostkarten für ihren Ort beantragen. Anfang der 1970er Jahre betrug die Mindestauflage 20.000 Stück bei der Deutschen Postreklame. Dem Auftraggeber wurden nur die Mehrkosten gegenüber der Herstellung normaler Postkarten in Rechnung gestellt. Kostenfrei für den Auftraggeber wurden von jeder Auflage 5000 Bildpostkarten durch die Versandstellen für Sammlermarken in Berlin und Frankfurt an die Sammler von Ganzsachen verteilt.
Seit 1995 können Bildpostkarten in Deutschland auch von anderen Institutionen in Auftrag gegeben werden, sofern eine solche nicht auf Erzielung eines wirtschaftlichen Gewinns ausgerichtet ist.

## Merkmale

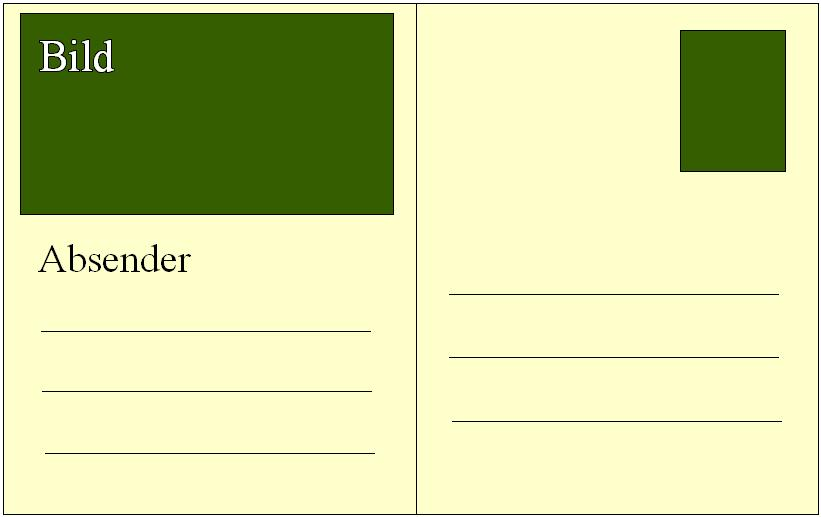
Einteilungsschema der Adressseite einer Bildpostkarte

Bildpostkarten haben üblicherweise im linken oberen Teil der Anschriftseite ein Stadt-, Orts- oder Landschaftsbild und rechts oben ein Postwertzeichen als Frankatur aufgedruckt, wodurch sie als Ganzsache gelten. Es gibt aber auch Bildpostkarten, bei denen das Bild sich entweder links unten befindet oder die gesamte linke Seitenhälfte ausfüllt. 
Zunächst war die Bebilderung allein in der Farbe des aufgedruckten Postwertzeichens (zumeist grün) gehalten, denn die einheitliche Farbgestaltung bot Kostenvorteile beim Druck. Seit 1973 wurden Bildpostkarten in der Bundesrepublik Deutschland mit mehrfarbigen Abbildungen hergestellt.

## Auflage
| Jahr | Motivanzahl Bundesrepublik Deutschland |
| ---- | -------------------------------------- |
| 1977 | 152                                    |
| 1980 | 237                                    |
| 1985 | 222                                    |
| 1993 | 102                                    |

Die Gesamtauflage 1985 betrug in der Bundesrepublik Deutschland 7,3 Millionen Bildpostkarten und damit etwas mehr als ein Prozent der jährlich eingelieferten Postkarten.

### Allgemeines
- Handwörterbuch des Postwesens, 3. Auflage, S. 361 f.
- Franz Stransky: Die deutschen Bildpostkarten vor dem Aus? (Fortsetzungsartikel). In: Deutsche Briefmarken-Zeitung ab Ausgabe Nr. 11/2000, Seiten 74 ff.
- Norbert Droste: Ägyptische Bildpostkarten: Eine Werbung für Land und Leute. In: philatelie Nr. 198 / Philatelie und Postgeschichte Nr. 119, Juli 1991, S. 49 f.
- Die Einführung der Bildpostkarten 1923. In: Schweizer Briefmarken Zeitung Nr. 5–6/2013, S. 246–252

### Kataloge
- Michel-Katalog, Schwaneberger Verlag
  - Bildpostkarten- und Motivganzsachen-Katalog Deutschland, 432 Seiten (Stand: 2008)
  - Schweiz-Liechtenstein-Spezial-Katalog mit Ganzsachenteil von 71 Seiten (Stand: 2008)
  - Österreich-Spezial-Katalog mit Ganzsachenteil von 84 Seiten (Stand: 2008)
- Michael Bockisch: Handbuch und Katalog. Die Bildpostkarten Österreichs, 1. Auflage von 2009, 680 Seiten mit zahlreichen Abbildungen. (Buch, DVD), ISBN 978-3-00-029818-9[7]
- Michael Bockisch: Die Bildpostkarten des Deutschen Reiches, Böhmen und Mährens sowie der Freien Stadt Danzig, mit mehr als 700 Seiten, DVD optional, Selbstverlag 2011, ISBN 978-3-00-034028-4[8]
- Michael Bockisch: Die Bildpostkarten Deutschlands nach 1945. Handbuch und Katalog. Buch mit DVD, mit mehr als 1100 Seiten, ISBN 978-3-943109-04-7
- Michael Bockisch: Die Bildpostkarten Westeuropas. Handbuch und Katalog. Buch mit DVD, mit mehr als 1100 Seiten, ISBN 978-3-943109-09-2
- Michael Bockisch: Die Bildpostkarten Osteuropas. Handbuch und Katalog. Buch mit DVD, mit mehr als 1100 Seiten, ISBN 978-3-943109-13-9
- Michael Bockisch: The Postal Stationery View Cards of Oceania, Asia, Africa, and the Americas Buch mit DVD, mit mehr als 550 Seiten, ISBN 978-3-943109-07-8
- Franz Schneiderbauer: Ganzsachen Österreich Spezialkatalog und Handbuch, Krems 1981, Verlag: Kresta
- Zumstein Spezialkatalog: Die Ganzsachen der Schweiz, Verlag Zumstein & Cie., Bern 2009